# Sardoal
Sardoal is een gemeente in het Portugese district Santarém.
De gemeente heeft een totale oppervlakte van 92 km² en telde 4104 inwoners in 2001.

## Plaatsen in de gemeente
- Alcaravela
- Santiago de Montalegre
- Sardoal
- Valhascos